# 中村尚平
中村 尚平（なかむら しょうへい、1983年11月14日 - ）は、地方競馬の大井競馬場渡邉和雄厩舎所属の騎手である。

## 来歴
騎手になることを志すも視力が規定を満たさなかったため、コンタクトレンズ着用で騎乗が許されるオーストラリアに渡り、騎手学校を経て2005年6月タムワース競馬場で見習騎手デビュー。その後ゴールドコースト競馬場のアラン・ベイリー厩舎に移るが、調教中の事故で左足を負傷し、帰国することになる。通算220戦25勝2着25回。
帰国後も騎手を諦められなかったため、視力回復手術を受け武智政明厩舎の調教厩務員となる。その後2度目の挑戦で地方競馬騎手免許試験に合格し、2009年6月1日付けで地方競馬騎手免許を取得。同年6月21日第5回大井競馬1日目第6競走C2四組五組条件戦ブラックダイヤで初騎乗（14頭立て10番人気9着）。同年7月20日第7回大井競馬2日目第7競走C1七組八組条件戦イカンセンで優勝（14頭立て12番人気）し、12戦目で国内初勝利。
地方通算成績は771戦19勝・2着28回・3着36回・勝率2.5%・連対率6.1%（2014年7月6日現在）
なお海外での騎乗経験を経て再デビューとなるため、見習騎手の負担重量軽減措置は適用されない。
勝負服は武智政明元調教師の騎手時代の配色を参考にした。
2012年6月29日に武智政明調教師死去に伴い澤佳宏厩舎に所属変更、同年7月23日に渡邉和雄厩舎に所属変更した。
2014年7月7日～2015年1月6日の間、高知競馬場の雑賀正光厩舎に所属し期間限定騎乗を行った。